# Centro Sportivo Alagoano
El Centro Sportivo Alagoano o simplemente CSA, es un club de fútbol de la ciudad de Maceió, estado de Alagoas en Brasil, fue fundado el 7 de septiembre de 1913. Actualmente se encuentra en la Serie C, la tercera división brasileña.

## Historia
El Centro Sportivo Alagoas o CSA ostenta el récord de 40 títulos en el Campeonato Alagoano y en la temporada de 2017 se proclamó campeón de la Serie C.
Su principal adversario futbolístico es el Clube de Regatas Brasil (CRB), con el cual disputa el Clássico das Multidões o Clásico de Multitudes, considerado como una fuerte rivalidad regional en el fútbol brasileño.
Se destacó por su participación internacional en la Copa Conmebol 1999 donde fue finalista. La final fue en 2 partidos, donde el Alagoano (quien se encontraba en la segunda división brasileña) ganó por 4 a 2 el primer partido en el estadio Rei Pele, para 50.000 personas pero perdió de 3 a 0 en la Argentina para el Talleres de Córdoba. El campeón fue Talleres por un global de 5 a 4.

## Jugadores

### Plantilla 2025

#### Altas y bajas 2024/2025 (verano)
| Altas         | Altas          | Altas        | Altas     | Altas |
| Jugador       | Posición       | Procedencia  | Tipo      | Costo |
| ------------- | -------------- | ------------ | --------- | ----- |
| Ramon Batista | Volante        | Maricá       | Préstamo. | --    |
| Marcão        | Defensa        | Atlético-GO  | Préstamo. | --    |
| Camacho       | Centrocampista | Agente libre | Libre.    | --    |

| Bajas              | Bajas     | Bajas        | Bajas                     | Bajas |
| Jugador            | Posición  | Destino      | Tipo                      | Costo |
| ------------------ | --------- | ------------ | ------------------------- | ----- |
| Jefinho            | Delantero | Falcon FC    | Transferencia.            | --    |
| Eduardo Biazus     | Defensa   | Prudente     | Interrupción de préstamo. | --    |
| Matheus Mega       | Defensa   | CRB          | Vuelta de préstamo.       | --    |
| Guilherme Dal Pian | Defensa   | Agente libre | Rescisión de contrato.    | --    |

## Entrenadores
- Alfredo Ramiro Bastos (1952)[31]
- Luiz Felipe Scolari (enero de 1982–febrero de 1982)[32][33]
- Roberval Davino (1996)[34]
- Giba (1997)[35]
- Otávio Quadros (1999)[36]
- Ênio Oliveira (?–agosto de 2000)[37][38]
- José Santos (agosto de 2000–septiembre de 2000)[38][39]
- Otávio Oliveira (interino- septiembre de 2000–~octubre de 2000)[39][40]
- Cláudio Adão (diciembre de 2000–2001)[41][42]
- Estevam (2001)[43]
- Otávio Oliveira (2001)[44]
- Heriberto da Cunha (~enero de 2002–abril de 2002)[45][46]
- Carlinhos Marechal (interino- abril de 2002)[46][47][48]
- Mário Juliato (abril de 2002–mayo de 2002)[49][50]
- Laelson Lopes (mayo de 2002–~junio de 2002)[51][52]
- Ubirajara Veiga (agosto de 2002–~septiembre de 2002)[53][54]
- Ivo Secchi (mayo de 2003–agosto de 2003)[55][56]
- Tim (agosto de 2003–septiembre de 2003)[57][58]
- Robertinho (septiembre de 2003–2003)[58]
- Paulo Roberto Ghilardi (2004)[59]
- Ferdinando Teixeira (~junio de 2005–noviembre de 2005)[60][61]
- Walmir Louruz (diciembre de 2005–enero de 2006)[61][62]
- Ricardo Oliveira (interino- enero de 2006)[62]
- Agnaldo Liz (enero de 2006–abril de 2006)[63][64]
- Ricardo Oliveira (interino- abril de 2006–2006/2006–mayo de 2006)[64][65][66]
- Marcos Magalhães (mayo de 2006–agosto de 2006)[66][67]
- Ricardo Oliveira (noviembre de 2006–enero de 2007)[68][69]
- Ênio Oliveira (febrero de 2007–março de 2007)[70][71][72][73]
- Ernesto Guedes (marzo de 2007–2007)[74]
- Zé do Carmo (febrero de 2008–abril de 2008)[75][76]
- Flávio Barros (abril de 2008–2008)[76][77]
- Luiz Carlos Cruz (octubre de 2008–noviembre de 2008)[78][79]
- Lourival Santos (noviembre de 2008–diciembre de 2008)[79][80]
- Flávio Barros (diciembre de 2008–enero de 2009)[80][81]
- Lourival Santos (enero de 2009–febrero de 2009)[81][82]
- Hugo Sales (febrero de 2009–marzo de 2009)[83][84]
- Júlio Espinosa (marzo de 2009–abril de 2009)[84][85][86]
- Gilmar Batista (abril de 2009–2009)[86]
- Freitas Nascimento (junio de 2009–julio de 2009)[87][88][89]
- Celso Teixeira (julio de 2009–2009)[90]
- Lino (~enero de 2010–enero de 2011)[91][92]
- Mário Tilico (enero de 2011–febrero de 2011)[92][93]
- Edson Ferreira (febrero de 2011–marzo de 2011)[93][94]
- Lino (marzo de 2011–abril de 2011)[94][95][96]
- Círio Quadros (enero de 2012–marzo de 2012)[97][98]
- Lorival Santos (marzo de 2012–febrero de 2013)[99][100]
- Beto Almeida (febrero de 2013–julio de 2013)[101][102]
- Lino (julio de 2013–octubre de 2013)[102]
- Oliveira Canindé (octubre de 2013–marzo de 2014)[103][104]
- Estevam Soares (marzo de 2014–abril de 2014)[105][106]
- Lino (abril de 2014)[106][107]
- Marlon Araújo (abril de 2014)[107][108]
- Ronaldo Bagé (diciembre de 2014–marzo de 2015)[109][110]
- Nedo Xavier (marzo de 2015-abril de 2015)[111][112]
- Oliveira Canindé (octubre de 2015–mayo de 2017)[113]

- Ney da Matta (mayo de 2017–septiembre de 2017)[116][117]
- Flávio Araújo (septiembre de 2017–febrero de 2018)[118][119]
- Jacozinho (interino- febrero de 2018)[119]
- Marcelo Cabo (febrero de 2018–junio de 2019)[120][121]
- Argel Fucks (julio de 2019–noviembre de 2019)[122][123]
- Jacozinho (interino- noviembre de 2019–diciembre de 2019)[124]
- Maurício Barbieri (diciembre de 2019–febrero de 2020)[125][126]
- Eduardo Baptista (febrero de 2020–agosto de 2020)[127][128]
- Argel Fucks (agosto de 2020–septiembre de 2020)[129][130]
- Adriano Rodrigues (interino- septiembre de 2020)[130]
- Mozart (septiembre de 2020–abril de 2021)[131][132]
- Bruno Pivetti (abril de 2021–julio de 2021)[133][134]
- Ney Franco (julio de 2021–agosto de 2021)[135][136]
- Adriano Rodrigues (interino- agosto de 2021-septiembre de 2021)[136]
- Mozart (septiembre de 2021–junio de 2022)[137][138]
- Adriano Rodrigues (interino- junio de 2022)[138]
- Alberto Valentim (junio de 2022–agosto de 2022)[139][140]
- Roberto Fernandes (agosto de 2022–octubre de 2022)[141][142]
- Adriano Rodrigues (interino- octubre de 2022–noviembre de 2022/noviembre de 2022–diciembre de 2022)[142][143][144]
- Roberto Fonseca (diciembre de 2022–febrero de 2023)[145][146]
- Bebeto Moraes (interino- febrero de 2023)[147]
- Vinícius Bergantin (febrero de 2023–junio de 2023)[148][149]
- Marcelo Cabo (junio de 2023–septiembre de 2023)[150][151]
- Rogério Correa (octubre de 2023–enero de 2024)[152][153]
- Marcelo Cabo (enero de 2024–marzo de 2024)[154][155]
- Bebeto Moraes (interino- marzo de 2024)[156]
- Cristian de Souza (marzo de 2024–mayo de 2024)[157][158]
- Higo Magalhães (mayo de 2024–presente)[3]

## Palmarés

### Títulos internacionales
- Subcampeón de la Copa Conmebol (1): 1999

### Títulos nacionales
- Subcampeón de Campeonato Brasileño de Serie B (4): 1980 1982, 1983, 2018
- Campeonato Brasileño de Fútbol Serie C (1): 2017
- Subcampeón de Campeonato Brasileño de Serie D (1): 2016

### Torneos estaduales
- Campeonato Alagoano (40):

1928, 1929, 1933, 1935, 1936, 1941, 1942, 1944, 1949, 1952, 1955, 1956, 1957, 1958, 1960, 1963, 1965, 1966, 1967, 1968, 1971, 1974, 1975, 1980, 1981, 1982, 1984, 1985, 1988, 1990, 1991, 1994, 1996, 1997, 1998, 1999, 2008, 2018, 2019, 2021
- Copa Alagoas (2):

2006, 2024